# Hrabstwo Yoakum

Piramida wieku hrabstwa

Hrabstwo Yoakum – hrabstwo położone w USA, w zachodnim Teksasie, na Wysokich Równinach. Utworzone w 1876 r. Według danych z 2023 liczy 7468 mieszkańców (w tym 65,8% to Latynosi). Siedzibą hrabstwa jest miasteczko Plains. Inne miejscowości, to: Denver City i Allred.

## Sąsiednie hrabstwa
- Hrabstwo Cochran (północ)
- Hrabstwo Terry (wschód)
- Hrabstwo Gaines (południe)
- Hrabstwo Lea, Nowy Meksyk (zachód)

## Gospodarka
52% areału gospodarstw zajmują pastwiska i 48% to uprawy. Ponad 90% zysków z rolnictwa pochodzi z upraw. 
- wydobycie ropy naftowej (18. miejsce w stanie) i gazu ziemnego (51. miejsce)[4]
- uprawa orzeszków ziemnych, bawełny (23. miejsce), słonecznika, sorgo, pszenicy i kukurydzy[3][5]
- produkcja siana[3]
- hodowla trzody chlewnej[5].